# Сухі ліси Малих Антильських островів
Сухі ліси Малих Антильських островів (ідентифікатор WWF: NT0220) — неотропічний екорегіон тропічних та субтропічних сухих широколистяних лісів, розташований на Карибах.

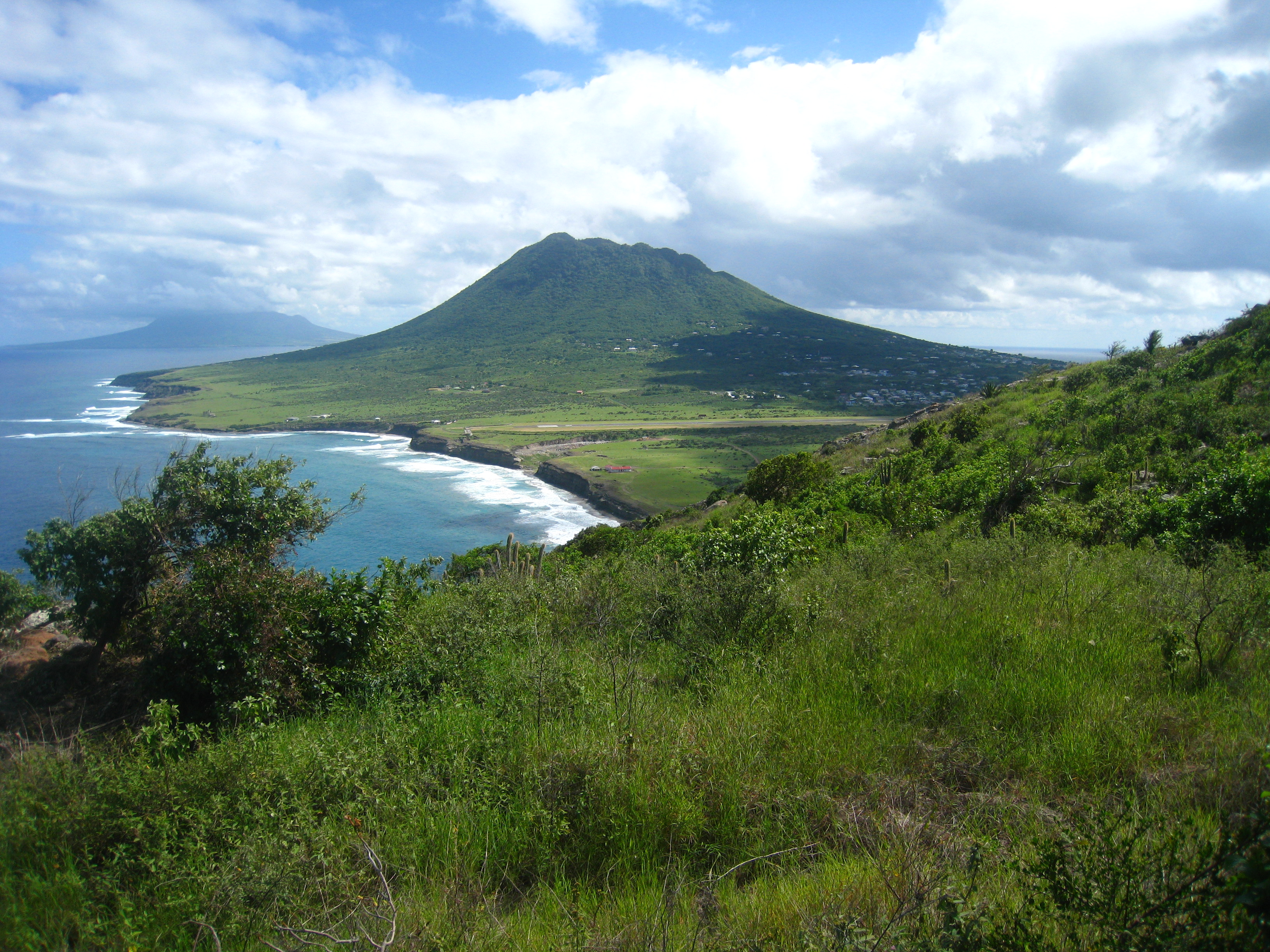
Ландшафт Сінт-Естатіуса

## Географія
Екорегіон сухих лісів Малих Антильських островів розташований на Малих Антильських островах — східній частині Антильського архіпелагу, яка простягається дугою з півночі на південь, відділяючи Карибське море на заході від Атлантичного океану на сході.
Північну частину Малих Антильських островів складають Підвітряні острови. Ці вулканічні острови простягаються двома паралельними дугами з північного заходу на південний схід. Більш високі й вологі острови внутрішньої (західної) дуги переважно є активними вулканами, тоді як більш посушливі й низькі острови зовнішньої дуги переважно являють собою вкриті вапняком вершини затоплених згаслих вулканів.
На північному заході Підвітряних островів розташовані Віргінські острови. Цей архіпелаг, за винятком найбільшого острова Санта-Крус, є частиною Зовнішньої дуги. До складу Підвітряних островів також входять острови Саба, Сінт-Естатіус, Сент-Кіттс, Невіс, Редонда та Монтсеррат, які складають Внутрішню дугу, та острови Ангілья, Сен-Мартен, Сен-Бартелемі, Барбуда та Антигуа, які складають паралельну Зовнішню дугу. Найпівденнішим в групі Підвітряних островів є архіпелаг Гваделупа, де сходяться Внутрішня і Зовнішня дуги.
Південніше Гваделупи простягаються Навітряні острови, які складають південну частину Малих Антильських островів. До складу цього архіпелагу входять острови Домініка, Мартиніка, Сент-Люсія, Сент-Вінсент, Гренадини та Гренада (з півночі на південь).
Вулканічна дуга Малих Антильських островів утворилася внаслідок субдукції Карибської плити під Південноамериканську плиту. Вулканічна активність на островах регіону триває. З геологічної точки зору їх основу складають неогенові та четвертинні потоки лави, шари попелу та пірокластичні відклади.
Екорегіон сухих лісів Малих Антильських островів переважно охоплює перехідні зони між сухими прибережними низинними чагарниками, які є частиною екорегіонів склерофітних чагарників Підвітряних островів і Навітряних островів, та між вологими тропічними лісами, поширеними у внутрішніх високогір'ях, які є частиною екорегіонів вологих лісів Підвітряних островів і Навітряних островів. Найбільші масиви сухих тропічних лісів екорегіону розташовані на Сент-Люсії, де вони утворюють перехідну смугу завширшки 3 км. Подібні перехідні смуги сухих лісів є на островах Гренада, Сент-Вінсент, Мартиніка та Монтсеррат. Менші ділянки сухих тропічних лісів є на островах Антигуа, Барбуда і Ангілья та на деяких островах Гренадин, а острів Сінт-Естатіус повністю входить до цього екорегіону.

## Клімат
В межах екорегіону переважає тропічний клімат. Панівними вітрами на Малих Антильських островах є північно-східні пасати. Влітку та восени в регіоні триває сезон дощів, під час якого часто трапляються урагани та тропічні шторми. Середньорічна кількість опадів в регіоні коливається від 1500 до 3000 мм.

## Флора
В межах екорегіону зустрічаються різноманітні рослинні угруповання, зокрема прибережні ліси, колючі ліси, листяні ліси та напіввічнозелені ліси, розподіл яких залежить від кількості опадів, висоти над рівнем моря та ґрунтів. зазвичай основу сухих тропічних лісів регіону складають бліді табебуї (Tabebuia pallida), туполисті бегонії (Begonia retusa), гвіанські мірсії (Myrcia guianensis), арістіди Сурінгара (Aristida suringarii) та деревоподібні папороті Імрея (Alsophila imrayana). У деяких вологих долинах існують залишки незайманих пралісів, які перемежовуються плодовими садами, а у деяких районах зустрічається багато різноманітних акацій (Vachellia spp.) та орхідей (Orchidaceae).
Майже три століття вирубки лісів і розчищення земель для інтенсивного сільськогосподарського використання призвели до знищення або деградації значної частини первісного рослинного покриву екорегіону. Руйнування природних екосистем сприяло подальшій втраті біорізноманіття.

## Фауна
Серед птахів, поширених в сухих тропічних лісах регіону, слід відзначити антильську зенаїду (Zenaida aurita), білощокого голубка (Geotrygon mystacea), товстодзьобого ані (Crotophaga ani), ширококрилого канюка (Buteo platypterus), антильського анаперо (Chordeiles gundlachii), сірого тирана (Tyrannus dominicensis), карибську еленію (Elaenia martinica), антильського піві (Contopus latirostris), чорновусого віреона (Vireo altiloquus), голоокого дрозда (Turdus nudigenis), антильського пересмішника (Allenia fusca), жовтодзьобого пересмішника (Margarops fuscatus), чорноволого потроста (Melanospiza bicolor) та церебу (Coereba flaveola). Ендеміками екорегіону є біловолі дигачі (Ramphocinclus brachyurus), а майже ендемічними його представниками — антильські голкохвости (Chaetura martinica), карибські колібрі (Eulampis holosericeus), чубаті колібрі (Orthorhyncus cristatus), гренадські копетони (Myiarchus nugator), сірі пісняри-лісовики (Setophaga plumbea), руді дигачі (Cinclocerthia ruficauda), бурі дигачі (Cinclocerthia gutturalis), санта-лусійські трупіали (Icterus laudabilis), мартиніцькі трупіали (Icterus bonana), малоантильські танагри (Stilpnia cucullata), малі вівсянки-снігурці (Loxigilla noctis), санта-лусійські вівсянки (Melanospiza richardsoni) та антильські зернолуски (Saltator albicollis).
Герпетофауна екорегіону включає низку ендемічних та майже ендемічних плазунів, зокрема ангільяського аноліса (Anolis gingivinus), бронзового аноліса (Anolis aeneus), мартинікського аноліса (Anolis roquet), сент-вінсентського кущового аноліса (Anolis trinitatis), гренадського деревного аноліса (Anolis richardii), пантерового аноліса (Anolis leachii), аноліса Уоттса (Anolis wattsii), сент-люсійського малого гекона (Sphaerodactylus microlepis), малого гекона Вінсента (Sphaerodactylus vincenti), великого навітряного сцинка (Copeoglossum aurae), малого навітряного сцинка (Marisora aurulae), мартинікського тегу (Gymnophthalmus pleii), двосмугого сліпуна (Tetracheilostoma bilineatum), сент-люсійського сліпуна (Tetracheilostoma breuili), земляну змію Ласепеда (Erythrolamprus cursor), антигуанського полоза (Alsophis antiguae), ангільського полоза (Alsophis rijgersmaei), тропічного полоза Барбура (Mastigodryas bruesi) та гренадського деревного удава (Corallus grenadensis).
Єдиними місцевими ссавцями в екорегіоні є рукокрилі, серед яких слід відзначити звичайних молосів (Molossus molossus), антильських плодоїдів (Brachyphylla cavernarum) та ямайських плодоїдів (Artibeus jamaicensis). Усі місцеві ендемічні гризуни, які раніше зустрічалися на Малих Антильських островах, зокрема велетенські сент-люсійські рисові хом'яки (Megalomys luciae), велентенські мартинікські рисові хом'яки (Megalomys desmarestii), сент-вінсентські карликові рисові хом'яки (Oligoryzomys victus) та велетенські барбудські рисові хом'яки (Megalomys georginae), вимерли незабаром після появи на островах численних інвазивних ссавців. На Малі Антильські острови були інтродуковані свійські кози і свині, свійські коти (Felis catus), хатні миші (Mus musculus), чорні пацюки (Rattus rattus), сірі пацюки (Rattus norvegicus) та бразильські агуті (Dasyprocta leporina), які мали значний вплив на місцеву флору і фауну. Особливо руйнівний вплив мала інтродукція хижих малих мангустів (Urva auropunctata). Ці тварини початково були завезені для боротьби з гризунами, однак їх поява в регіоні призвела до вимирання низки видів плазунів.

## Збереження
Значна частина сухих тропічних лісів екорегіону була знищена та перетворена на плантації цукрової тростини (Saccharum officinarum) або на інші сільськогосподарські угіддя. Винятком є Барбуда, на якій збереглася значна частина незайманих сухих лісів, які наразі представляють велику цінність для науки. Основними загрозами для збереження природи регіону є знищення та деградація лісів, поширення інтродукованих видів рослин і тварин, а також полювання.
Оцінка 2017 року показала, що 168 км², або 31 % екорегіону, є заповідними територіями. Природоохоронні території включають: Природний заповідник Воллінгс на Антигуа, Національний парк Бовен на Барбуді, Мартинікський регіональний природний парк на Мартиніці, Національний парк Ла-Суфрієр на Сент-Вінсенті, а також Національний парк Гранд-Етанг на Гренаді.